# Список высших учебных заведений Мордовии
В список высших учебных заведений Мордовии включены образовательные учреждения высшего и высшего профессионального образования, находящиеся на территории Мордовии и участвовавшие в мониторинге Министерства образования и науки Российской Федерации 2015 года. Этим критериям в Мордовии соответствуют 3 вуза и 7 филиалов.
Филиалы вузов, головные организации которых находятся в иных субъектах федерации, сгруппированы в отдельном списке. Порядок следования элементов списка — алфавитный.
Вузы, лицензия которых не действует на 02 января 2016 года, отмечены цветом.

## Список высших образовательных учреждений
| Название                                           | Категория         | Год основания | Месторасположение | Число студентов |
| -------------------------------------------------- | ----------------- | ------------- | ----------------- | --------------- |
| Мордовский государственный педагогический институт | государственный   | 1962          | Саранск           | 5787            |
| Мордовский государственный университет             | государственный   | 1931          | Саранск           | 16528           |
| Мордовский гуманитарный институт                   | негосударственный | 1993          | Саранск           |                 |

## Список филиалов высших образовательных учреждений
| Название | Категория         | Год основания | Месторасположение | Месторасположение головной организации | Число студентов |
| --- | ----------------- | ------------- | ----------------- | -------------------------------------- | --------------- |
| Ковылкинский филиал Мордовского государственного университета                                                         | государственный   | 2000          | Ковылкино         | Саранск                                | 906             |
| Рузаевский институт машиностроения (филиал Мордовского государственного университета)                                 | государственный   | 1964          | Рузаевка          | Саранск                                | 610             |
| Саранский кооперативный институт (филиал Российского университета кооперации)                                         | негосударственный | 1976          | Саранск           | Мытищи                                 |                 |
| Саранский филиал Российской академии народного хозяйства и государственной службы при Президенте Российской Федерации | государственный   | 2000          | Саранск           | Москва                                 | 348             |
| Средне-Волжский институт Российской правовой академии Министерства юстиции Российской Федерации                       | государственный   | 1990          | Саранск           | Москва                                 | 1323            |